# Corravillers
Corravillers é uma comuna francesa na região administrativa de Borgonha-Franco-Condado, no departamento de Alto Sona. Estende-se por uma área de 11,2 km². Em 2010 a comuna tinha 194 habitantes (densidade: 17,3 hab./km²).